# UnschLag
UnschLag (russisch Унжлаг), auch Besserungs- und Arbeitslager Unscha (Унженский ИТЛ, d. h. Унженский исправительно-трудовой лагерь), war ein Besserungsarbeitslager (ITL) des Gulag-Lagersystems. UnschLag mit seinen Außenstellen lag im Einzugsgebiet der Unscha (russisch Унжа), einem Nebenfluss der Wolga im europäischen Teil Russlands in der Oblast Gorki (heute Oblast Nischni Nowgorod). Der Name UnschLag ist abgeleitet vom Namen des Flusses Unscha und dem (russischen) Wort Lager.

## Geschichte
Das Lager war lange Zeit der „Hauptverwaltung der Lager in der Forstwirtschaft“ (ULLP, ab 1947 GULLP) des NKWD (beziehungsweise des MWD) unterstellt, die aufgrund des Befehls 00212 des NKWD errichtet wurde. Das Lager UnschLag bestand allerdings bereits seit dem 2. Februar 1938 und war noch in den 1960er Jahren in Betrieb. Die Verwaltung des Lagers und dessen Lagerpunkte befanden sich in der Eisenbahnhaltestelle Suchobeswodnoje (Сухобезводное) an der Gorki-Eisenbahn, die häufig synonym zu UnschLag genannt wird. In diesem Gebiet befanden sich auch die etwa 28 Außenstellen, sogenannte Lagerpunkte des Lagers; die Strecke von Suchobezwodnoje nach Lapschanga (auch Sewerny) war ein in den 1930er Jahren fertiggestellter Teil der geplanten längeren Trasse Gorki – Kotelnitsch (beginnend in Wladimir), die für Gorki den Norden erschließen sollte, aber nie zu Ende gebaut wurde. Die Eisenbahn eignete sich jedoch gut für den Transport des Holzes und als Verbindung zwischen den einzelnen Lagerpunkten. Das Lager verfügte über drei Krankenhäuser, zwei Holzfabriken und zwei Textilfabriken.
Die Arbeiten umfassten in erster Linie Holzgewinnung (unter anderem für Moskau und für die Papierindustrie) und Holzverarbeitung, ferner dann ebenfalls Metallarbeiten, Arbeiten in der Konsumgüterindustrie, Landwirtschaft und im Straßenbau, teilweise auch Reparaturarbeiten an den bestehenden Eisenbahnstrecken, von denen einige schmalspurig waren.
Lew Kopelew, der in UnschLag etwa 1945/1946 einen Teil seiner ersten (kurzen) Haftstrafe verbrachte, beschreibt das Leben im Lager in seinem Roman Aufbewahren für alle Zeit! (1976, russisch Хранить вечно) im Kapitel 26.

## Insassenzahlen
Insassenzahlen im Lager UnschLag wurden aus dem Portal MEMORIAL Deutschland e. V. übernommen und basieren auf offiziellen Zahlen der Lagerverwaltung beziehungsweise der zuständigen NKWD/MWD-Abteilungen. Zusätzliche Angaben wurden ergänzt.
| Datum | Anzahl       |  | Datum      | Anzahl    |  | Datum      | Anzahl    |
| 01.04.1938 | 15.245 a) b) |  | 01.01.1943 | 23.904 c) |  | 01.01.1953 | 29.551    |
| 01.01.1939 | 16.469       |  | 01.01.1944 | 17.488    |  | 15.07.1953 | 21.100 i) |
| 01.01.1940 | 19.986       |  | 01.01.1945 | 19.867 d) |  | 01.01.1954 | 25.351    |
| 01.01.1941 | 23.676       |  | 01.01.1946 | 17.633 e) |  | 01.01.1955 | 23.124    |
| 01.07.1941 | 27.278       |  | 01.01.1948 | 30.146 f) |  | 01.01.1956 | 22.355    |
| 01.01.1942 | 22.527       |  | 01.01.1950 | 30.210 g) |  | 01.01.1957 | 16.496    |
| 01.04.1942 | 24.020       |  | 01.01.1952 | 29.282 h) |  | 01.01.1959 | 14.127 j) |
| Andere (ergänzende) Angaben: a) Anfang 1938: 15.000 Häftlinge b) Zum 1. Oktober 1938 15.487 Häftlinge, davon 8.265 als „konterrevolutionäre“ und 3.547 als „sozial-gefährliche“ / „sozial-schädliche“ Elemente verurteilt. c) Davon 4.980 Frauen und 10.681 wegen konterrevolutionärer Verbrechen verurteilt. d) Lew Kopelew (ca. 1945–1946 in UnschLag gefangen) spricht von 24.000 bis 25.000 Häftlingen e) Zum 1. Juli 1946 wurden auch 2.923 deutsche Zwangsumsiedler gezählt. f) 1948: 30.000 Häftlinge g) 30.000 Anfang 1950er Jahre, darunter 9.000 für konterrevolutionäre Tätigkeit festgehalten; 1.500 Frauen insgesamt h) Zum 1. Mai 1952 28.973 Häftlinge, davon 1.428 Frauen und 8.563 wegen konterrevolutionärer Verbrechen verurteilt. i) Einschließlich der Häftlinge des zuvor geschlossenen Lagers Warnawino. j) Im Januar 1960: etwa 13.000 Häftlinge |              |  |            |           |  |            |           |

## Häftlinge
Unter den Häftlingen befanden sich – außer anderen bekannten Namen – auch etliche Deutsche:
- Roland Bude, sudetendeutscher Dissident
- Hugo Eberlein, Mitbegründer von KPD und Komintern, in Moskau verhaftet wegen „Antikomintern“-Tätigkeit, zum Tode verurteilt
- Hans Jürgen Jennerjahn, Dissident DDR
- Lew Sinowjewitsch Kopelew, russischer Dissident
- Johannes Krikowski, Dissident DDR
- Eduard Lindhammer, Dissident DDR
- Nikolai Fjodorowitsch Ljudwig
- Dietrich Otto Minckert, Dissident DDR
- Bodo Platt, Dissident DDR
- Karl-Heino Preuss, angeblicher Spion
- Helmut Tisch, Dissident DDR
- Sergej Vojcechovský, tschechoslowakischer General
- Ernst Friedrich Wirth, Dissident DDR